# هیروتاکا کوبایاشی
هیروتاکا کوبایاشی (ژاپنی: 小林 浩孝؛ زادهٔ ۱۸ ژوئیهٔ ۱۹۸۱) یک بازیکن فوتبال اهل ژاپن است.
از باشگاه‌هایی که در آن بازی کرده‌است می‌توان به باشگاه فوتبال جف یونایتد چیبا اشاره کرد.